# Mazda 929
La 929 est une automobile produite par le constructeur automobile japonais Mazda.
Elle a commencé sa carrière sous l'appellation Luce, nom qu'elle conserva au Japon quand fut adopté, en 1973, le patronyme 929 pour l'exportation. La 929 s'est aussi un moment appelé Cosmo au Japon.

## Avant la 929, la Luce (1966 - 1973)
Avant qu'elle ne prenne l'appellation de 929 à l'exportation, la « grande » Mazda a entamé une carrière internationale sous le même nom qu'au Japon : elle s'appelait alors Luce sur tous les marchés.
Lancée en 1966 en berline 1,5 litre, déclinée dans l'année en break, cette élégante routière propose deux puissances : 78 ch ou 86 ch sur une version SS reconnaissable à ses phares antibrouillard. En 1968 apparaît une Luce 1,8 litre qui, elle, se reconnaît à son bossage sur le capot. Le coup de crayon très italien de la première Luce est signé... Bertone.

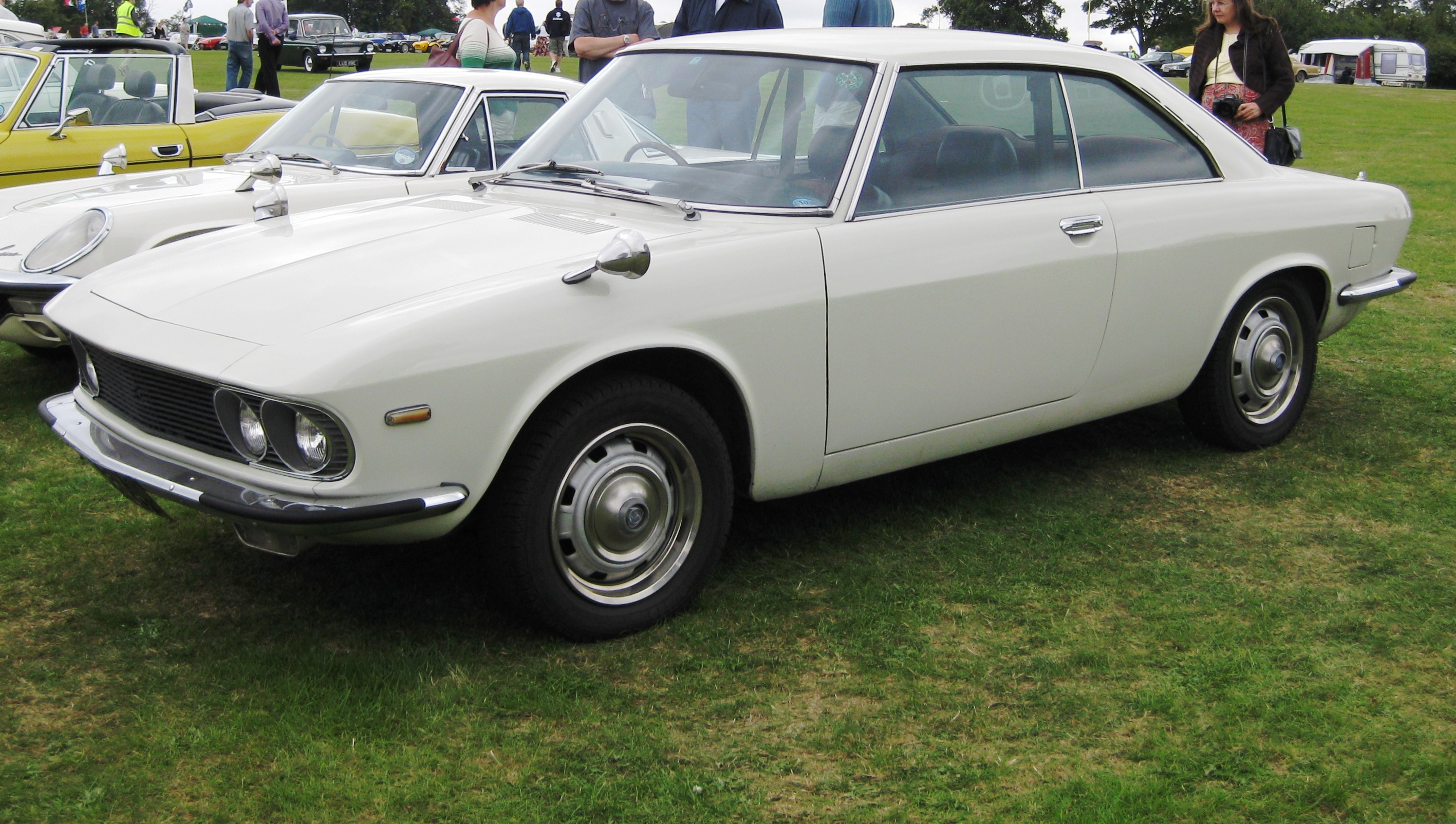
Le coupé Luce Rotary,
appelé R 130 à l'exportation.

Annoncé au Salon de Tokyo fin 1967 par une étude appelée RX 87 et commercialisé en 1969, un coupé, également dessiné par Bertone, complète la famille Luce au Japon. Cette variante devient toutefois R 130 à l'exportation. Ce coupé dispose de sa carrosserie spécifique, plus longue (4,58 m), aussi large mais plus basse (1,38 m) que celle de la berline sur un empattement non pas de 2,50 m mais de 2,58 m. Cet élégant coupé se distingue aussi des autres Luce par sa mécanique puisqu'il s'équipe d'un moteur bi-rotor, un 2 x 654 cm³ qui affiche 126 ch SAE, permettant une vitesse de pointe de 190 km/h.

## Première génération (1973 - 1977)
La première génération de 929 apparaît en avril 1973. Il s'agit donc de la deuxième génération de Luce, le nom de ce modèle au Japon. 929 sera son appellation à l'exportation, comme 323 sera le nom à l'exportation de la compacte Familia.
Au Japon, la Luce est proposée avec le 1,8 litre disponible en France, mais aussi avec un moteur à pistons rotatifs. Appelée Luce Rotary RX-4, cette version a en fait été proposée au Japon dès octobre 1972, au moment du salon de Tokyo, c'est-à-dire six mois avant la commercialisation de la version à moteur "traditionnel". Cette Luce RX-4 bi-rotor affiche 125 ch et file à 180 km/h. La puissance passera à 135 ch en 1974 et sa vitesse de pointe gagnera alors 5 km/h.

## Deuxième génération (1977 - 1981)

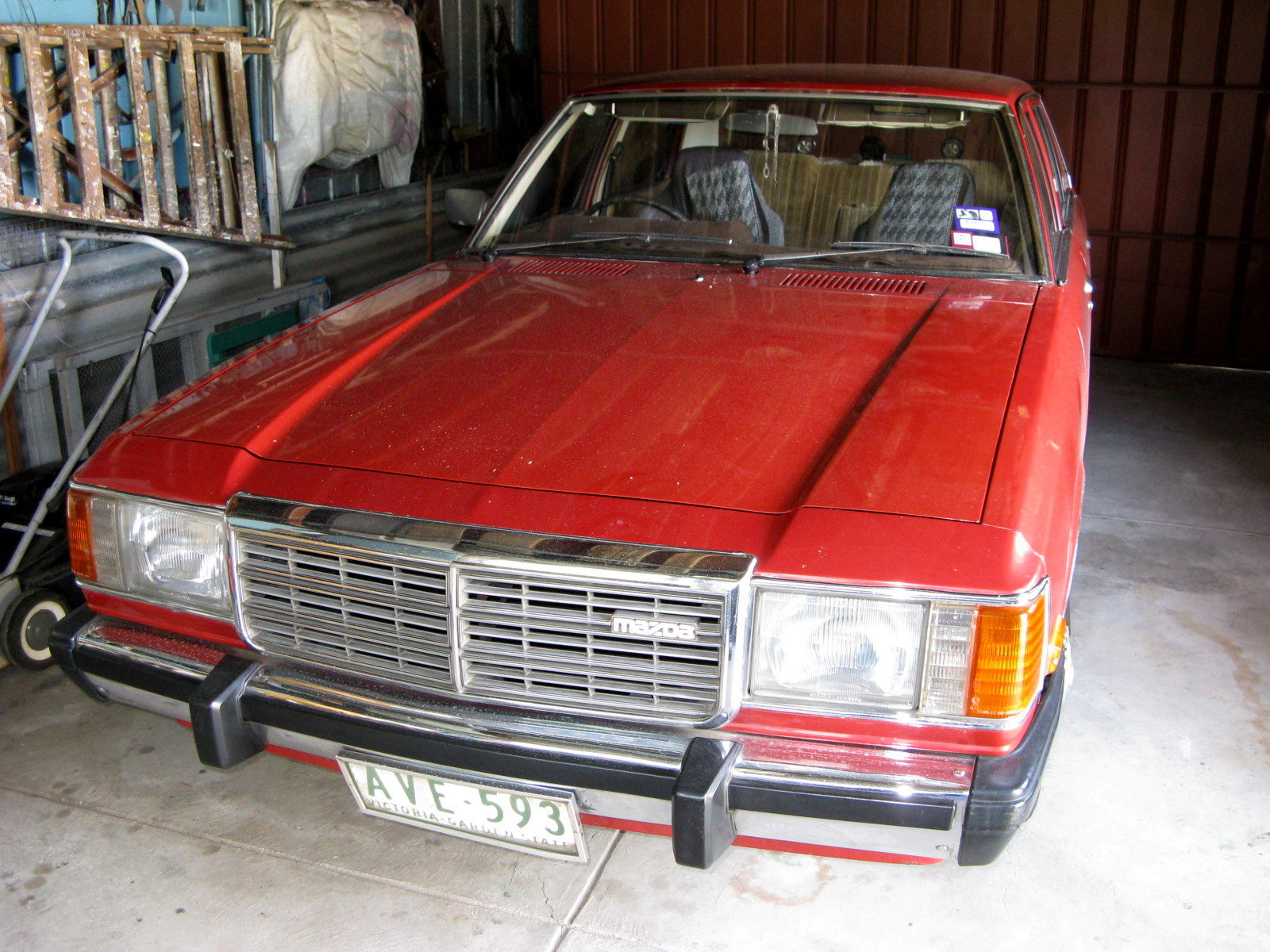
Restylage visible
en novembre 1979

La deuxième génération de 929 est présentée en novembre 1977. Elle conserve l'appellation Luce au Japon mais seulement sous les carrosseries 4 portes et break. Le coupé prend en effet un temps son indépendance et adopte l'appellation Cosmo au Japon (et RX-5 avec ses moteurs bi-rotors) et... 121 à l'exportation. Cette dernière appellation sera reprise à la fin des années 1980 par un petit modèle assurant alors l'entrée de gamme Mazda.
La berline se décline elle-même en deux variantes : soit 4 portes traditionnelle, soit 4 portes dite "hardtop" (ce qui signifie que les portes sont dépourvues de montants). À partir de 1980 au Japon, seule la version hardtop aura encore droit aux moteurs à pistons rotatifs.
Cette nouvelle 929 affiche un style clairement inspiré des productions américaines... mais avec un gabarit plutôt européen puisque la "grande" Mazda reste nettement sous les 5 mètres de long. La calandre n'est pas non plus sans rappeler celle des Mercedes de l'époque. De conception, elle demeure très traditionnelle, avec ses roues arrière motrices et ses essieux rigides.
La gamme de moteurs de la Luce/929 est assez large au Japon. L'Europe n'a droit qu'à un seul 2 litres essence et peu puissant de 90 ch alors que le même bloc affiche 110 ch au Japon.
En novembre 1979, le duo Luce/929 bénéficie d'un restylage bien visible, qui délaisse les optiques avant verticales pour des phares rectangles horizontaux.
Le break poursuivra sa carrière sous cette apparence même lorsque la troisième génération de 929 sera sur le marché.

## Troisième génération (1981 - 1987)
La troisième génération de 929 arrive en novembre 1981. Elle se distingue par une ligne totalement redessinée, anguleuse et bien dans son époque. Elle demeure une propulsion mais a gagné des roues indépendantes, sauf sur les versions de base à moteur 1,8 litre au Japon, qui conservent un essieu rigide à l'arrière.

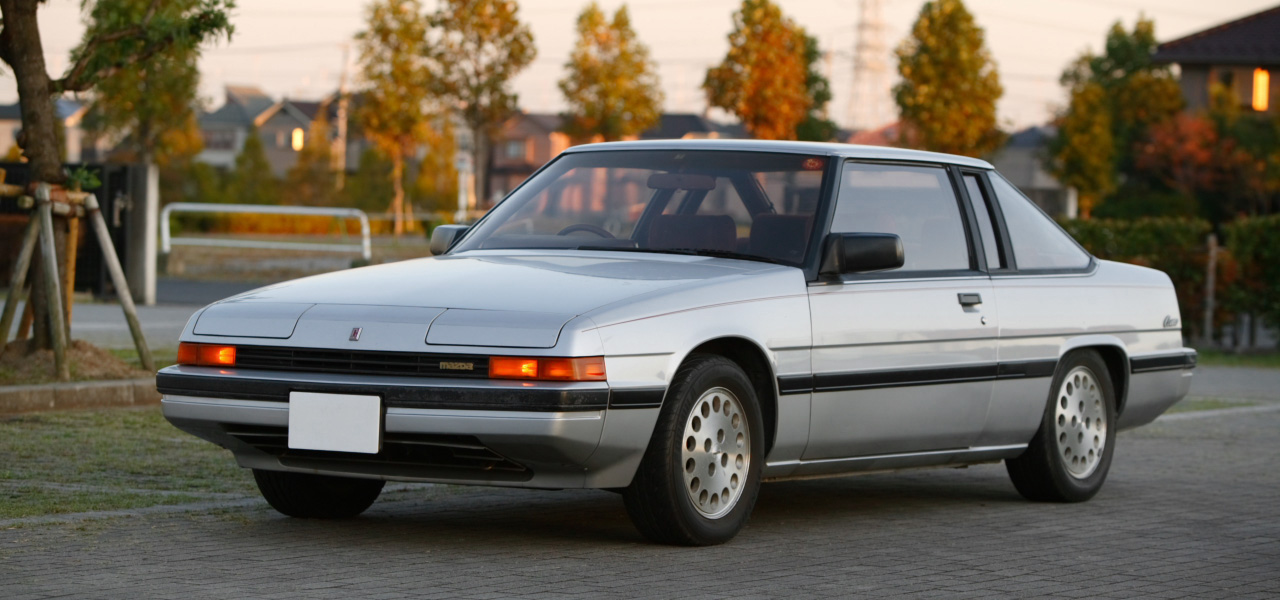
Le coupé 929,
Cosmo Hardtop Coupé au Japon

Cette génération de 929, Luce et Cosmo au Japon, se compose de quatre variantes : 
- 929 (ou Luce au Japon) : berline 4 portes, proposée avec une large gamme de moteurs au Japon (4 cylindres essence, bi-rotors et même un diesel) mais uniquement avec le vieux 2 litres essence de 90 ch pour l'exportation.

- Luce Hardtop : c'est également une berline 4 portes, mais plus luxueuse et de présentation différente, avec 4 vitres latérales au lieu de 6 et une calandre plus fine. Cette version est réservée au Japon et n'est donc diffusée que sous l'appellation locale Luce.

- Cosmo Hardtop : proche de la Luce Hardtop, cette berline se reconnait à ses phares avant escamotables. Elle est également réservée au marché japonais. Auparavant au Japon, le nom Cosmo n'était associé qu'à des coupés.

- Cosmo Hardtop Coupé et 929 Coupé : il s'agit de la version 2 portes de la Cosmo Hardtop, mais qui porte aussi l'appellation 929 puisqu'elle a droit à une carrière internationale. Comme pour le duo Luce / 929 berlines, la gamme de moteurs est large au Japon (bien que sans diesel), mais se résume au seul 2 litres de 90 ch à l'exportation.

Le break n'est pas renouvelé et poursuit sa carrière avec l'ancienne carrosserie.
La gamme bénéficie de retouches esthétiques à l'automne 1984. L'offre moteur évolue alors enfin en Europe : le 2 litres, entièrement nouveau, passe de 90 à 102 ch tandis qu'une version à injection propose 118 ch. Cette version à injection reçoit en outre une suspension dite "auto-ajustable" à amortissement variable baptisée AAS. En France, ces nouvelles 929 berline et coupé (donc les Luce et Cosmo Hardtop Coupé du Japon) sont livrables avec une boîte manuelle 5 vitesses ou une automatique 4 vitesses.
Au Japon, le petit 1,8 litre quitte le catalogue tandis que des versions suralimentées par un turbo du moteur bi-rotor apparaissent.

## Quatrième génération (1986 - 1991)
La quatrième 929 est présentée en septembre 1986. Sa ligne très sage déçoit par rapport à celle de la génération précédente. Au Japon, la grande Mazda conserve simplement son appellation Luce. La gamme est très nettement simplifiée : plus de coupé (un coupé Cosmo demeure au Japon, mais il prend son indépendance, se séparant de la famille Luce), pas de break non plus.
Le diesel disparaît de la gamme japonaise tandis qu'une famille de V6 essence arrive. Il s'agit soit d'un 2 litres, réservé au Japon, soit d'un 3 litres, proposé sur tous les marchés. Celui-ci, à 3 soupapes par cylindres, passera à 4 soupapes à partir de 1988, mais uniquement pour le marché japonais. Il affichera alors 200 ch.
Pour l'exportation, la 929 dispose du V6 3 litres tandis que les 2,2 litres de base ne sont que des 4 cylindres, avec 115 ch en version à carburateur ou 136 ch avec l'injection. Le bloc à carburateur sera remplacé par un 2 litres à injection, de même puissance, en 1990.
En France, la 929 est proposée en boîte manuelle 5 vitesses ou en automatique 4 rapports. Au Japon, l'offre s'est petit à petit concentrée sur la boîte automatique.
La règlementation japonaise de l'époque imposant pour les modèles de cette catégorie de rester en dessous de 1,70 m de large, les cotes diffèrent légèrement entre la Luce japonaise et la 929 d'exportation.

## Cinquième génération (1991 - 1997)
La saga 929 termine un peu dans la confusion avec ce modèle qui apparaît en mai 1991. Tout d'abord, l'appellation Luce disparaît au Japon pour laisser place à Ẽfini MS-9 (prononcer "anfini") et Sentia. Aux-États-Unis ainsi qu'en Australie, elle reste 929 et s'appelle 929 Serenia au Canada.
En France, elle n'est plus importée car sur l'ensemble de l'Europe, Mazda mise alors à l'époque sur le développement de son label Xedos. Et la précédente 929 laissera finalement place, à distance, à la Xedos 9, grande traction mais seulement commercialisée à partir de 1994.
Cette dernière 929 s'équipe uniquement de V6 essence : un 2,5 litres et un 3 litres tous les deux à 24 soupapes à la sortie. À partir de 1996, le 2,5 litres est remplacé par un 3 litres 18 soupapes de même puissance. La 929 reste une propulsion mais reçoit, élément technique en vogue à l'époque dans la production japonaise, quatre roues directrices.